# Jean III Baillet
Pour les articles homonymes, voir Baillet.
Pour les autres membres de la famille, voir Famille Baillet.
Jean III Baillet († 1513) est d'abord un magistrat français, conseiller clerc au parlement de Paris et par la suite concurremment auprès de la Cour des aides. Il est ensuite évêque d'Auxerre (Yonne, Bourgogne-Franche-Comté) de 1477 à sa mort.
De nos jours, il est connu  en particulier comme commanditaire de la tenture célébrant la Vie de Saint Étienne pour le chœur de la cathédrale Saint-Étienne d'Auxerre (exposée au musée de Cluny, Paris).

## Biographie

### Famille
Jean III Baillet est issu d'une famille de bourgeois parisiens enrichis au XVe siècle dans la magistrature par faveur du roi et qui forme une longue lignée de conseillers au parlement de Paris, dont un ancêtre déjà cité en 1347 dans les annales et éloges au parlement,.
Il est le fils de Jean II Baillet, seigneur de Sceaux. Entré au parlement de Paris en 1436 (sous Charles VII), ce dernier occupe de 1444 à 1450 la charge de prévôt des marchands de Paris. En 1461 il est nommé maître des requêtes de l'hôtel royal et rapporteur de la chancellerie par Louis XI nouvellement couronné,. Il est conseiller au parlement de Paris et conseiller de Louis XI).

Sa mère est Nicole de Fresnes († 1464), dite Gillette ou Colette,.
Il a pour frères et sœurs :
- Thibault Baillet, dit « le bon président », chevalier, seigneur de Sceaux, conseiller au parlement[4], grand rapporteur de la grande chancellerie, époux en premières noces de Jeanne Le Viste, et en secondes noces de Jeanne d'Aunoy ;
- Pierre Baillet, seigneur de Villiers-les-Rigault, sans alliance ;
- Anne Baillet, abbesse de l'abbaye de Saint-Antoine-des-Champs de Paris ;
- Marie Baillet, professe dominicaine, coadjutrice de sa tante Marie Juvénal des Ursins, prieure du prieuré Saint-Louis de Poissy ;
- Catherine Baillet, religieuse à la ferme de l'abbaye de Villiers-aux-Nonnains à Cerny, avec des terres à Avrainville et La Norville dépendant de l'abbaye de Saint-Germain-des-Prés ;
- Catherine Baillet, épouse de Pierre IV L'Orfèvre, conseiller du roi[6] et maître ordinaire de la chambre des comptes de Paris, seigneur d'Ermenonville et de Carmoyau ;
- Geneviève Baillet, épouse de Jean de Loguejoüe, seigneur d'Iverny, conseiller au parlement[4] ;
- Jeanne Baillet, dame de Fresnes, épouse de Aubert Le Viste, seigneur de Tilly, rapporteur et correcteur de la chancellerie de France ;
- Antoinette Baillet, dame de Mareuil, Charmentré, Bailleul et des Hautes-Maisons, épouse de Pierre de Vaudétar, seigneur de Pouilly-le-Fort, vidame de Meaux, conseiller au parlement[4] ;
- Jeanne Baillet, épouse de Jean II Hennequin, seigneur de Lentaiges, conseiller et avocat du roi à Troyes[6] ;
- Odette Baillet, épouse de Robert II Thiboust, chevalier, seigneur de Bailly, avocat et avocat-général au parlement, conseiller du roi, président à mortier[4],[6],[9].

### Débuts dans la magistrature
Jean III Baillet est d'abord conseiller clerc au parlement de Paris en 1462 puis également à la cour des aides le 18 novembre 1466. Il résigne de l'office au parlement le 20 mars 1473 au profit de Jacques du Drac, et de celui à la cour des aides en 1478 au profit de son beau-frère Pierre de Vaudétar le 3 juin[réf. souhaitée] 1478.
Parallèlement, il devient chanoine de l'église Saint-Merri, sa paroisse d'origine à Paris, puis prébendier à la cathédrale de Reims en 1465 ; il résigne de cette charge au profit de Thomas Dubosc le 28 septembre 1474.
Il est prieur de Saint-Robert d'Andryes au diocèse d'Auxerre vers 1475, une charge pour laquelle il exerce aussi celle de seigneur du lieu.

### Évêché d'Auxerre
Jean Baillet III est un évêque atypique. Ses origines sociales et familiales le placent bien dans la norme épiscopale de son temps, pour laquelle l'histoire garde la mémoire de fastes et d'ambitions généralisées. Aussi bien dans son devoir d'évêque que dans celui de comte (puisque le comté d'Auxerre est attaché à l'épiscopat), il n'hésite pas à utiliser le pouvoir cumulé de ses relations familiales pour aller jusqu'à arrêter l'acte d'un roi : lorsque Charles VIII donne en 1490 le comté d'Auxerre à Engilbert de Clèves - un changement préjudiciable aux privilèges des Auxerrois autant qu'à ses intérêts -, Jean Baillet active le puissant crédit politique de ses proches pour que cette donation ne soit pas effectivement appliquée. Il agit de même lorsqu'il s'agit de faire cesser les contestations de certains seigneurs qui entendent empiéter sur l'étendue du bailliage d'Auxerre.

Toujours dans le cadre de ses devoirs de comte d'Auxerre, Jean Baillet se soumet quand en 1507 est ordonnée la rédaction de la Coutume d'Auxerre. Il envoie Crespin Prévost, son official, comparaître au nom de l'évêque devant Dany Blanchet, licencié ès lois, lieutenant général du bailli d'Auxerre qui a reçu des lettres patentes du roi Louis XII en date du 2 avril 1506. Cette nouvelle rédaction est réalisée et son procès-verbal est signé le 8 septembre 1507.
Mais il se démarque des mœurs arrivistes de ses pairs par son attention à sa charge et le zèle qu'il y déploie, démontrant que l'épiscopat n'est pour lui pas une simple étape sur l'échelle sociale mais une fin en soi.
Il demeure la majeure partie de son temps au palais épiscopal dans la chambre haute, contigüe à son cabinet de travail, où sont faits les comptes des seigneuries. C'est aussi dans cette pièce que se trouve le trésor et que l'on entrepose les archives. Il a pour secrétaire Roger de Collerye († 1536), un poète et écrivain originaire de Paris dit Roger Bontemps - du nom d'un de ses personnages.

#### Nomination
Enguerrand Signart (89e évêque d'Auxerre 1473-1477) est lié avec les dominicaines de Poissy où deux des sœurs de Jean Baillet sont religieuses, dont Marie Baillet qui en est la prieure. En 1477 Jean Baillet traite avec Enguerrand Signart, qui résigne son siège en sa faveur moyennant le paiement d'une rente annuelle de mille écus.
Le 4 mai 1478, le pape Sixte V lui adresse les bulles de nomination pour l'évêché d'Auxerre. Le même jour Jean Baillet promet de payer la somme due pour la reprise de l'évêché, et s'en acquitte le 13 mai suivant. Il est donc possession de l'évêché dès cette date

Le 3 septembre 1478 il prête serment de fidélité à l'Église de Sens en la personne de l'archevêque Tristan de Salazar, et le 15 septembre suivant il est consacré évêque d'Auxerre dans la cathédrale Saint-Étienne à Auxerre, prêtant serment sur la conservation des droits et immunités de l’Église. Ces deux serments sont habituellement délivrés dans l'ordre inverse, le serment de fidélité à l'archevêque venant après celui de l'installation. 
Mais un autre prétendant à l'évêché se présente : Jacques Juin, conseiller du roi, président des enquêtes, chanoine et archidiacre de Coutances, est titulaire d'une collation dont l'acte se trouve dans les mains de l'archevêque de Sens. Le 29 janvier 1479, le parlement décide de nommer un commissaire pour examiner la situation ; et rend arrêt en faveur de Jean Baillet les 4 juin et 7 septembre 1479.
À cause de ce procès, Jean Baillet reste à Paris pendant une grande partie de l'année 1479 ; il est présent à la rentrée du parlement le 12 novembre de cette année-là. Mais bien avant le résultat du procès il s'occupe déjà de l'évêché : il conclut un accord financier avec le chapitre de chanoines d'Auxerre dès le 5 janvier 1478.

#### Hommages et défense des droits du clergé
Jean Baillet III est pointilleux sur les cérémonies d'hommages que lui doivent ses vassaux et obligés. Odard Hennequin, son neveu par sa sœur Jeanne épouse de Jean II Hennequin et que notre évêque a nommé archidiacre de Puisaye, tarde à prêter serment de fidélité : Jean Baillet fait saisir les revenus de sa charge.
Peu de temps après son accession, il invite le roi Louis XI à lui rendre hommage pour le comté de cette ville ; cérémonie à laquelle le roi va se soumettre.
Deux hommages sont notés pour Toucy : celui du comte de Dammartin Antoine de Chabannes le 15 janvier 1479 ou 1480 ; et celui de Jean de Courtenay, seigneur de Bléneau, au nom d'Haimar de Prie, comte de Dammartin et d'Avoye de Chabannes épouse de ce dernier.
Charles de Lamoignon lui rend hommage en 1482 pour le fief de la Rivière, et Jean de Ferrières, seigneur de Champlemas (Champlemy ?) et de Presle, pour le fief de Châtel-Censoir et ses dépendances le 13 mars 1484.
Marie d'Albret, veuve du comte Charles de Nevers, lui fait hommage le 18 novembre 1485 pour la baronnie de Donzy.
Jean (1415-1491), comte d'Auxerre, lui rend hommage pour la terre de Beauche (Baulche) le 16 septembre 1490 et Edmond de Prie, comte de Dammartin, fait de même pour celle de Toucy le 24 août 1505.
Le 21 décembre 1510, Laurent le Routier, nouveau doyen du chapitre, lui rend hommage.

#### Finances épiscopales
Les guerres entre Louis XI et Charles le Téméraire duc de Bourgogne ont notablement endommagé les biens du clergé. Sur sa demande, le 5 janvier 1478 les chanoines consentent une remise sur une partie des sommes à eux dues par l'évêque en acceptant de ne recevoir chaque année, pendant six ans, 80 livres seulement au lieu des 114 livres annuelles habituelles.

Cette différence de 34 livres doit être considérable pour l'époque, car en contrepartie jean Baillet octroie des privilèges importants au chapitre : ses chanoines qui ont des cures ne sont plus tenus d'y résider et cependant ne paient aucun droit pour cela ; ils peuvent placer des vicaires pour gouverner ces paroisses et les officiers de l'évêque ne peuvent exiger de ces vicaires que cinq sous par an à chaque renouvellement d'approbation. Lors de ses visites dans les cures des chanoines, l'évêque ne peut exiger aucun droit de procuration ; et le chapitre est dispensé de droit pour héritages dont les biens sont situés dans la censive et justice de l'église d'Appoigny,.

Le 26 février 1486, le chapitre reconnaissant des bienfaits de Jean III Baillet décide, à titre de grâce personnelle et particulière, de lui consentir cette remise toute sa vie. Ne voulant pas être en reste, il embellit sa cathédrale.
En octobre 1494, il signe l'édit de Plaisance concernant l'engagement du domaine à hauteur de 120 000 écus afin de payer les frais occasionnés par l'armée d'Italie.

#### Visites de paroisses
En 1478, il fait une visite épiscopale à Varzy qu'il renouvelle en 1484, 1490 et 1495, à Gien, en 1494, 1507 et 1509, enfin en 1500 à Cosne-sur-Loire dont il a fait rebâtir le palais épiscopal.

#### Constructions, embellissements

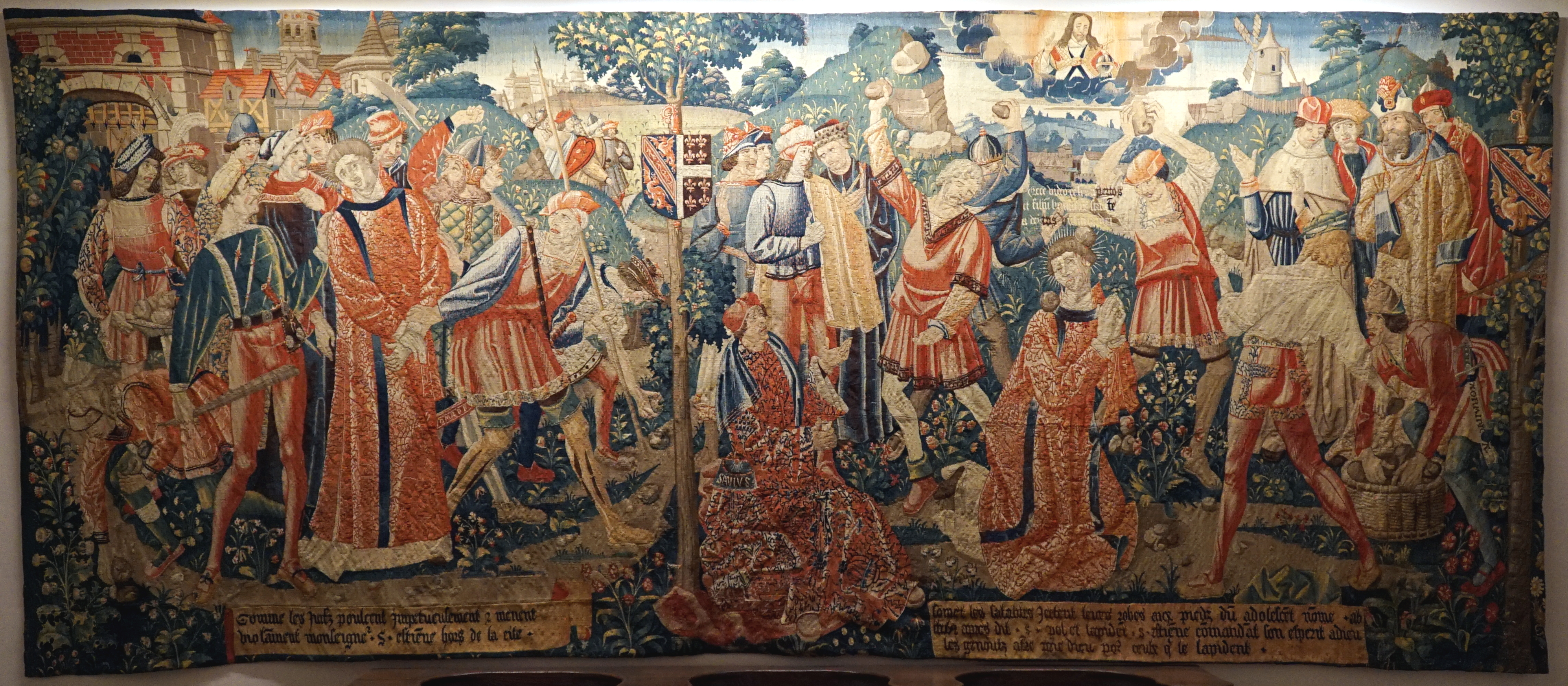
Tenture de saint Etienne avec le blason du commanditaire.

- Cathédrale Saint-Étienne d'Auxerre

Vers 1500-1505, il commande une tenture de douze tapisseries de laine et de soie aux coloris chatoyants représentant la vie de saint Étienne, patron de la cathédrale d'Auxerre, qui est alors tendue dans le chœur de la cathédrale lors des grandes occasions (elle est maintenant exposée à Paris, musée de Cluny). Cette œuvre de 45 mètres de long est réalisée par l'atelier de Colyn de Coter à Bruxelles.
Il fait également don d'une autre tapisserie représentant la Nativité, qu'il finance avec l'aide de son frère Pierre. Son portrait et celui de Pierre Baillet figurent sur cette tenture,. Il offre en sus plusieurs splendides draps d'or, un grand missel et un reliquaire que l'on nomme le « Joyau », pesant 60 marcs et demi.
En 1478 a lieu la construction des voûtes de la nef.[réf. souhaitée]
Il fait achever le portail Saint-Germain sur le côté nord du transept de l'édifice, qu'il relie par une galerie à la salle synodale adjointe au palais épiscopal. Les sculptures de ce portail semblent avoir été réalisées par Jehan Blondel, François Faulconnier et Antoine Cas[réf. souhaitée]. La porte haute a été murée après le déplacement de la porte par Jean Baillet ; cette porte permettait l'accès des appartements du prélat à la cathédrale et elle portait ses armes.
Il fait avancer les travaux sur la tour sud du grand portail de façade, sans  parvenir à la faire achever ; cette tour porte elle aussi les armoiries de Jean Baillet. 
En 1500, il fait commencer la construction de la tour septentrionale qui ne sera achevée qu'en 1525 sous l'épiscopat de François de Dinteville 1er (évêque de 1513 à 1530)[réf. souhaitée]. 
Il a probablement fait bâtir la chapelle Notre-Dame de Galle à Gien : elle porte ses armes au-dessus du portail et sur plusieurs vitraux, et son architecture est dans le goût de l'époque.

#### Fondations, dédicaces, autres devoirs pastoraux dans le diocèse
Peu après le début de son épiscopat, Jean Baillet a l'occasion de contribuer à raviver localement le culte des premiers martyrs de l'Auxerrois, saint Prix et ses compagnons. Saint Cot, qui avait échappé au massacre en emportant la tête de saint Prix et, poursuivi, avait réussi à cacher cette relique avant de se faire prendre et tuer, était peu mentionné en dehors de Saint-Brix où sa sépulture se résumait à quelques ossements derrière le grand autel dans un tombeau de pierre. Dans les derniers mois de l'année 1480 l'évêque reçoit la visite de sieur Étienne Regnauldin, bourgeois Saint-Brisien, qui lui demande de translater les ossements de saint Cot dans une châsse en bois doré. Le 19 novembre 1480 Jean Baillet va à Saint-Brix accompagné de Hugues de Thiard abbé de Saint-Germain, Jean Bourgeois abbé de Saint-Marien et Jean de Baugis abbé de Saint-Père ; il y translate les ossements de saint Cot dans la châsse. D'autres ecclésiastiques sont aussi présents, dont la participation va aussi contribuer à accroître le culte de saint Cot et par extension celle de saint Prix et de ses compagnons : Étienne Naudet chanoine de Saint-Étienne et curé de Saint-Bris avec Jean Odry son official, Edme Boileau, ces deux derniers prêtres et chanoines d'Auxerre.
Il réalise en 1485 l'union de l'église collégiale de Saint-Laurent de Gien à la cure de Gien-le-Vieil et, le 6 août 1486, ajoute des indulgences à celles qu'Innocent VIII avait accordées aux personnes qui contribueraient à la reconstruction des bâtiments en ruine de cette collégiale.
Il s'occupe également d'autres établissements religieux de la ville de Gien, qui se voit dotée par Anne de France, sœur et régente de Charles VIII, de deux grands établissements religieux : le prieuré des Minimes pour lequel Baillet procède à la dédicace de leur église Sainte-Hélène le 28 octobre 1494, puis dédie une chapelle de leur cloître sous le vocable de Sainte-Suzanne en 1497 ; et plus tard un monastère de clarisses sous la réforme de sainte Colette. En l'an 1500 alors qu'il est à Cosne, Baillet reçoit du pape Alexandre VI des bulles pour cette maison des Clarisses. La fondatrice et son époux Pierre de Bourbon, duc du Bourbonnais et d'Auvergne, sont convoqués à la dédicace de leur église le 29 août 1503[réf. souhaitée] (ils y enverront des gens portant procuration en leurs noms).
Le 19 décembre 1478 à Varzy, suivant les traces de ses trois prédécesseurs - commençant avec Laurent Pinon, (év. 1433-1449) -, il accorde aux dominicains d'Auxerre des indulgences pour la confrérie des Trépassés - lettre qu'il signe en tant qu'« évêque d'Auxerre par la grâce de Dieu et du Saint-siège apostolique » (Dei & Sanctæ Sedis Apostolicæ gracia). C'est la première fois qu'un évêque emploie cette formule que l'on ne trouve que dans ses actes en latin.
En 1501, Jean Baillet rédige et approuve les statuts de la confrérie de la Trinité fondée par Hugues de Boulangiers, abbé de Saint-Père. 
Il est le premier dans son diocèse à faire sonner l'angélus le soir. En 1502, il donne à la cathédrale la terre de Chivre près de Varzy pour que soit sonné avec la plus grande solennité l'angélus à la veille de l'Annonciation. Cette prière, appelée Missus d'après le premier mot du répons qui la commence, a ensuite été appelée Salut ; c'est donc le premier Salut fondé.

#### Utilisation de l'imprimerie
Il est le premier évêque d'Auxerre à utiliser l'imprimerie, alors toute nouvelle. Pierre Le Rouge, le cinquième imprimeur à recevoir privilège du roi Louis XI, voyage avec ses presses ; à l'occasion de son passage à Chablis en 1478, il réalise un Livre de Bonnes Mœurs que lui a commandé l'évêque. Deux exemplaires sont conservés à la bibliothèque de Chablis. En 1483 Jean Baillet fait imprimer, toujours par Pierre Le Rouge, un missel et un bréviaire à ses armes, à usage du diocèse.

#### Devoirs pastoraux hors diocèse
Le 28 juin 1485, il participe au concile provincial de Sens et y confirme celui tenu vingt-cinq ans avant sous Louis de Melun pour la réception des canons du concile général de Bâle.
Le 29 avril 1498, il est à Paris avec cinq autres prélats pour assister aux obsèques du roi Charles VIII à la basilique de Saint-Denis.
En 1510, il ne participe pas à l'assemblée gallicane de Tours, pas plus qu'au concile de Pise en 1511.

### Décès, sépulture
Il meurt muni des derniers sacrements le 10 novembre 1513 à Auxerre, ne laissant ni testament spirituel, ni traité. Il semble qu'il ait été inhumé dans la cathédrale derrière le chœur, dans la chapelle Saint-Alexandre où reposait déjà son frère Pierre Baillet, seigneur de Villiers-les-Rigault, mort à Auxerre sans postérité. Mais une épitaphe dans la chapelle de ses ancêtres à Paris semble indiquer qu'il y aurait été inhumé. Le 25 mai 1500, les marguilliers laïcs de l'église Saint-Merri de Paris cèdent une partie du cimetière de la paroisse à Thibault Baillet afin qu'il puisse y faire construire une chapelle pour suivre la messe et faire inhumer les siens ; ce qui suggère que son frère Jean évêque ait pu y être déposé.

## Armoiries
« D'azur, à une bande d'argent, accompagnée de deux amphistères d'or »